# Ira Levin
Ira Marvin Levin (Bronx, 1929. augusztus 27. – Manhattan, 2007. november 12.) amerikai regényíró, drámaíró és dalszerző volt. Művei közé tartozik az A Kiss Before Dying (Egy csók a halál előtt, 1953), a Rosemary's Baby (1967), a The Stepford Wives (Stepfordi feleségek, 1972), This Perfect Day (Ez a tökéletes nap, 1970), The Boys from Brazil  (A brazíliai fiúk, 1976) és a Sliver (1991) című regények. Levin írta a Deathtrap (1978) című színdarabot is. Számos regényét és színdarabját filmre adaptálták. Megkapta a Prometheus Hall of Fame-díjat és több Edgar-díjat.

## Fiatalkora
Levin 1929. augusztus 27-én született New Yorkban. Manhattanben és Bronxban nőtt fel. Apja, Charles, játékimportőr volt. Levin a New York-i Horace Mann magániskolában tanult. Fiatalkorában úgy jellemezték, mint „egy kedves New York-i zsidó fiút”. 1946 és 1948 között az iowai Des Moines-ban lévő Drake Egyetemre járt, majd a New York Egyetemre, ahol filozófia és angol szakon végzett. A diplomáját 1950-ben szerezte meg. A koreai háború idején, 1953 és 1955 között az amerikai hadsereg jelzőalakulatánál szolgált.

## Hivatásos élete

### Szövegírás
A főiskola után Levin oktatófilmeket és forgatókönyveket írt rádió és televízió számára. Ezek közül az első a „Leda's Portrait” volt, a Lights Out számára 1951-ben.
Levin első színre vitt darabja a No Time for Sergeants (az 1954-es Mac Hyman-regény alapján készült), egy vígjáték egy vidéki emberről, akit behívtak az Egyesült Államok légierejébe. A Broadway-n 1955-ben mutatták be, és Andy Griffith volt a főszereplője, akinek karrierjét ez a darab indította be. A darabból 1958-ban azonos című film is készült, amelyben Griffith újra eljátszotta szerepét, és Nick Adams volt a társszereplője. Később a koncepciót 1964-ben televíziós vígjátéksorozatként dolgozták ki Sammy Jackson főszereplésével. A No Time for Sergeants-t általában a Gomer Pyle, U.S.M.C. előfutárának tekintik.
Levin legismertebb darabja a Deathtrap (1978), amely a Broadway leghosszabb ideig futó vígjáték-thriller rekordját tartja. Levin ezzel a darabbal nyerte el második Edgar-díját. 1982-ben azonos című film is készült belőle, Christopher Reeve és Michael Caine főszereplésével.

### Regények
Levin első regénye, az A Kiss Before Dying (1953) jó fogadtatásban részesült, és 1954-ben elnyerte a legjobb első regénynek járó Edgar-díjat. A regényt kétszer is feldolgozták azonos című filmként, először 1956-ban, majd 1991-ben.
Levin legismertebb regénye a Rosemary's Baby, egy modern kori sátánizmusról és más okkultizmusról szóló horrorisztikus történet, amely Manhattan Upper West Side-on játszódik. A regényt 1968-ban Roman Polanski írta és rendezte filmre. A főszerepben Mia Farrow és John Cassavetes. Ruth Gordon a legjobb női mellékszereplőnek járó Oscar-díjat nyerte el alakításáért. Roman Polanskit a legjobb adaptált forgatókönyv kategóriában jelölték.
Levin 2002-ben azt mondta, hogy:
„Bűntudatom van, hogy a 'Rosemary's Baby' vezetett Az ördögűzőhöz, az Ómenhez. Egy egész nemzedékről derült ki, hogy jobban hisz a Sátánban. Én nem hiszek a sátánban. És úgy érzem, hogy az erős fundamentalizmusunk nem lenne ilyen erős, ha nem lett volna ennyi ilyen könyv [...] Természetesen nem küldtem vissza a jogdíjcsekkeket.”
További Levin regényekből készült filmadaptáció a szatirikus The Stepford Wives (A stepfordi feleségek) 1975-ben, majd 2004-ben. A The Boys from Brazil című regényt 1978-ban vitték filmre.
Az 1990-es években Levin még két bestsellert írt: Sliver (1991) és Son of Rosemary (1997). A Sliver című regényt 1993-ban Phillip Noyce megfilmesítette. A főszerepekben Sharon Stone, William Baldwin és Tom Berenger játszott. A Son of Rosemary (Rosemary fia, 1997) a Rosemary's Baby (Rosemary gyermeke) folytatásának készült. Soha nem készült belőle film.
Stephen King úgy jellemezte Ira Levint, mint a feszültséggel teli regények „svájci órásmesterét”: „Minden regénye, amit valaha is írt, a cselekményvezetés csodája (...) amit mi többiek csinálunk, az olyan ötdolláros órákhoz hasonlít, amilyeneket a drogériákban lehet kapni.”

## Magánélete
Levin ateista zsidó volt.
Kétszer volt házas, először Gabrielle Aronsohnnal (1960-tól 1968-ig), akivel három fia született, Adam, Jared és Nicholas, majd Phyllis Sugarmannal (meghalt 2006-ban). Négy unokája született.

## Halála
Levin 2007. november 12-én halt meg szívrohamban manhattani otthonában.

## Művei

### Regények
- A Kiss Before Dying (1953)
- Rosemary's Baby (1967)
- This Perfect Day (1970) – winner, 1992 Prometheus Hall of Fame Award
- The Stepford Wives (1972)
- The Boys from Brazil (1976)
- Sliver (1991)
- Son of Rosemary (1997)

### Színdarab
- No Time for Sergeants (novel by Mac Hyman(wd), 1954; expanded for Broadway by Levin, 1956)
- Interlock (1958)
- Critic's Choice (1960)
- General Seeger (1962)
- Dr. Cook's Garden (1968)
- Veronica's Room (1974)
- Deathtrap (1978) – Tony nomination for Best Play
- Break a Leg: A Comedy in Two Acts (1979)
- Cantorial (1982)
- Footsteps (2003)

### Musical
- Drat! The Cat! (1965) – lyricist and bookwriter

### Film- és televíziós adaptációk
- A Kiss Before Dying (1956)[15]
- No Time for Sergeants (1958)[16]
- Critic's Choice (1963)[17]
- Rosemary's Baby (1968)[18]
- The Stepford Wives (1975)[19]
- The Boys from Brazil (1978)[20]
- Deathtrap (1982)[21]
- A Kiss Before Dying (1991)[22]
- Sliver (1993)[23]
- Footsteps (2003)[24]
- The Stepford Wives (2004)[25]
- Rosemary's Baby (2014) – two-episode miniseries[26]

### Magyarul megjelent
- A brazíliai fiúk (The Boys From Brazil) – Fabula, Budapest, 1987 · ISBN 9638169001 · Fordította: Félix Pál
- Rosemary gyereket vár (Rosemary's Baby) – Árkádia, Budapest, 1991 · ISBN 9633071984 · Fordította: Varsányi Mária
- Sliver (Sliver) – Magvető, Budapest, 1993 · ISBN 9631419428 · Fordította: Ladányi Katalin
- Csókoltat a halál (A Kiss Before Dying) – Magyar Könyvklub, Budapest, 1994 · ISBN 9638224649 · Fordította: Széky János
- Stepfordi feleségek (The Stepford Wives) – Szukits, Szeged, 2004 · ISBN 9634970419 · Fordította: Fazekas István
- Rosemarynek nagyfia van (Son of Rosemary) – Kalandor, 2006 · ISBN 9639557331 · Fordította: Rákócza Richárd
- Rosemary gyermeke (Rosemary's Baby) – Agave Könyvek, Budapest, 2014 · ISBN 9786155468216 · Fordította: Varsányi Mária

## Fordítás
- Ez a szócikk részben vagy egészben  az   Ira Levin című angol Wikipédia-szócikk fordításán alapul.  Az eredeti cikk szerkesztőit annak laptörténete sorolja fel. Ez a jelzés csupán a megfogalmazás eredetét és a szerzői jogokat jelzi, nem szolgál a cikkben szereplő információk forrásmegjelöléseként.